# Pedro Díez Olazábal
Pedro Díez Olazábal (León, 3 de marzo de 1951) es un político español.

## Biografía
Miembro de Izquierda Unida (IU), fue miembro de la mesa de la Asamblea de Madrid, como vicepresidente tercero, en su ii legislatura, entre 1987 y 1991. Perteneciente a la corriente interna de IU Nueva Izquierda, ejerció de presidente de la cámara legislativa autonómica en su iii legislatura, que comenzó el 20 de junio de 1991. Ha desempeñado igualmente el cargo de alcalde de Arganda del Rey entre 1979 y 1989 y entre 1999 y 2003.

## Distinciones
- Gran Cruz de la Orden del Dos de Mayo (2009)[6]